# Ју Хуа
Ју Хуа (кин: 余华; пин: Yú Huá, Хангџоу, 3. април 1960) савремени је кинески писац, представник авангардног кинеског романа. Рођен је у граду Хангџоуу, у провинцији Џеђијанг, а прва дела почео је да објављује 1984. године. Постао је познат по причи Одлазак на дуг пут у осамнаестој (Shíbā suì chūmén yuǎn xíng). Нека од његових репрезентативних дела су Записи о продавцу крви ( Xǔ sān guān mài xuè jì) и Живети (Huózhe). Ова два романа су сврстана и међу „десет најутицајнијих дела деведесетих“ од стране групе од стотину књижевних критичара и уредника, док се роман Браћа нашао на листи швајцарског часописа Време (Le Temps) као један од 15 најзначајнијих романа прве деценије 21. века. Његова дела су преведена на енглески језик, као и на још више од 20 светских језика, између осталог и на српски језик. Поред романа и кратких прича написао је и велики број прозних текстова, као и књижевних и музичких рецензија. Живи у Пекингу и професионално се бави писањем.

## Биографија
Ју Хуа је рођен у Хангџоуу, граду у провинцији Џеђијанг. Родитељи су му се бавили медицином, а имао је и једног, две године старијег, брата. Када је Ју Хуа имао годину дана, цела породица се преселила у округ Хаијен. :56–8 Једино што је у основној и средњој школи могао да чита били су одабрани радови Мао Цедунга и Лу Сјуна. Након завршетка средњошколског образовања 1977. године, уписује школу за медицинске техничаре, 84-6 а марта наредне године бива послат у Вујуенџен, део округа Хаијен, како би у једној локалној болници радио као зубар. 87 Након само пет година, 1985. године,  Ју Хуа мења свој позив и започиње каријеру писца. Одликован је Орденом уметности и књижевности Француске у рангу витеза (2004. год), а  априла 2011. године је именован за почасног председника Књижевног удружења града Хангџоуа.

## Дела
Августа 2005. године, Ју Хуа објављује први део романа Браћа, док други део излази априла наредне године. У јануару 2011, издавачка кућа Маитијен са Тајвана објављује књигу Кина у 10 речи (Shí gè cíhuì lǐ de zhōngguó), а најновији роман од овог аутора, Седми дан (Dì qī tiān), објављује издавачка кућа Синсинг јуна 2013. године.

## Ју Хуа на српском
Српска публика први пут је добила прилику да се на свом језику упозна са делом једног од највећих кинеских писаца данашњице 2009. године, када је издавачка кућа Геопоетика објавила превод Ју Хуаовог романа Живети. Роман је са кинеског језика превео доцент Филолошког факултета Универзитета у Београду др Зоран Скробановић, а успешна сарадња са издавачком кућом Геопоетика резултовала је објављивањем још два романа у преводу др Скробановића: Записи о продавцу крви (2014) и Седми дан (2017). Ју Хуа је више пута гостовао у Србији и региону ‒ присуствовао је Београдском сајму књига 2014. године када је почасни гост била Кина, где је потписивао своје књиге, јуна 2017. био је учесник трибине „Београдски контрапункт” у Београду, а у јануару 2018. године „Велика награда Иво Андрић“ за животно дело уручена је лично аутору у Андрићевом институту у Андрићграду. Током 2018. године на српском језику ће се појавити и збирке есеја, приповетке и још један роман популарног кинеског писца у преводу професора Филолошког факултета Универзитета у Београду, Зорана Скробановића и Мирјане Павловић.

## Награде
- 1992. година: добитник пете књижевне награде Џуанг Џунгвен
- 1998. година: добитник италијанске књижевне награде „Гринцане Кавур“
- 2002. година: први кинески добитник награде Фондације Џејмс Џојс
- 2004. година: добитник Ордена уметности и књижевности Француске (ранг витеза)
- 2005. година: добитник награде НР Кине за посебан допринос кинеској књижевности
- 2008. година: добитник француске међународне награде за страни роман „Курје“
- 2017. година: добитник „Велике награде Иво Андрић“ за животно дело